# Abrosaure
L'abrosaure (Abrosaurus, 'llangardaix delicat', del grec antic) és un gènere de dinosaure sauròpode que va viure al Juràssic en el que avui en dia és Àsia. Se n'han trobat restes fòssils a la província xinesa de Sichuan.